# Anthony Kiedis
Anthony Kiedis est un chanteur, acteur et producteur américain né le 1er novembre 1962, à Grand Rapids, dans le Michigan.
Il est chanteur principal du groupe de rock Red Hot Chili Peppers, qu'il a fondé en 1983 avec le bassiste Michael Balzary dit « Flea ».

## Biographie

### Généalogie, enfance et adolescence
Les parents d'Anthony, John Kiedis (alias Spider, et aujourd'hui Blackie Dammett) et Margaret Idema (alias Peggy) divorcent alors qu'Anthony n'a que 3 ans. Anthony vit avec sa mère dans le Michigan jusqu'à l'âge de 11 ans, et passe les étés en Californie avec son père, acteur à Los Angeles. Il a deux demi-sœurs, Julie et Jenny, et un demi-frère, James. Selon son autobiographie Scar Tissue, il a des ancêtres lituaniens (d'où son nom), amérindiens, irlandais, français, néerlandais, et grecs.
Les deux semaines qu’il passait à rendre visite à son père à Hollywood tous les étés furent un temps où ils tissaient leur lien affectif et créèrent des souvenirs inoubliables.  Dans son autobiographie Scar Tissue, Kiedis décrit ses souvenirs : « Those trips to California were the happiest, most carefree, the-world-is-a-beautiful-oyster times I’d ever experienced ». En 1974, lorsque Anthony a douze ans, il déménage à Hollywood pour vivre à temps plein avec son père. Son père était un acteur qui avait de la peine à joindre les deux bouts. Afin de subvenir à ses besoins, Blackie vendait de la drogue. Ceci eut un impact énorme sur Kiedis, qui a connu de nombreux déboires avec la drogue. À l’âge de 12 ans, c’est son père qui l’initie aux drogues. Ils essaient ensemble à plusieurs reprises de la marijuana et de la cocaïne. À l’âge de 14 ans, Kiedis expérimente accidentellement l’héroïne, l’ayant confondu avec de la cocaïne.  Grâce à son père, Blackie Dammett, Anthony prend le nom de scène Cole Dammett.  En 1978, Kiedis décroche son premier rôle de film en jouant le fils de Sylvester Stallone dans le film F.I.S.T.  La même année, il décroche aussi des rôles dans un « after-school special » et un « public-network children’s show ».  À Los Angeles, Anthony fréquente l’école Fairfax High School. Il ne se fait pas d’amis rapidement, mais lors de ses cours à l’école de conduite, il rencontre Flea, qui deviendra le bassiste des Red Hot Chili Peppers,. Ils deviennent très vite inséparables. Kiedis rappelle que « We were drawn to each other by the forces of mischief and love and we became virtually inseparable. We were both social outcasts. We found each other and it turned out to be the longest-lasting friendship of my life ». D’ailleurs, Kiedis influença beaucoup Flea à l’égard de la musique. Il l’introduit aux genres de musique rock, mais surtout aussi au punk rock. Anthony et Flea commencent à embarquer ensemble dans des activités rebelles. À quinze ans, Kiedis se blesse sévèrement le dos en manquant son atterrissage lorsqu’il a tenté de sauter dans une piscine depuis le toit d’une résidence voisine. Il s'est remis de sa blessure, mais souffre encore aujourd’hui de problèmes chroniques.
C’est après un concert avec son groupe Anthym qu'Anthony Kiedis fait connaissance de Hillel Slovak, futur guitariste des Red Hot Chili Peppers. Il décrit leur première rencontre dans son autobiographie Scar Tissue : « Within a few minutes of hanging out with Hillel, I sensed that he was absolutely different from most of the people I’d spent time with…He understood a lot about music, he was a great visual artist, and he had a sense of self and a calm about him that were just riveting ». Flea, Kiedis et Slovak deviennent rapidement inséparables. Ensemble, ils expérimentent divers types de drogues telles que l’héroïne, le LSD, la cocaïne et les amphétamines. Malgré son usage fréquent de drogues, il excelle à l’école, et parvient même à obtenir des notes de A. Au mois de juin 1980, Kiedis a obtenu son diplôme avec mention de l’école Fairfax High School. Quelques mois plus tard, il commence ses études en écriture à l'Université de Californie à Los Angeles. Cependant, à cause de sa dépendance aux drogues, Anthony ne peut plus répondre aux exigences de l’université et décide de lâcher ses études.

## Vie personnelle

### Famille
Le père d'Anthony, John Kiedis (alias Blackie Dammett), a été vedette de plusieurs films et émissions de télévision. Son autobiographie intitulée Lords of the Sunset Strip fut publiée le 1er avril 2013. Le parrain d’Anthony Kiedis est Sonny Bono, chanteur et ex-mari de la chanteuse Cher. Le père d’Anthony était ami avec Sonny et Cher lorsqu’Anthony était enfant, et il se faisait souvent garder par eux.  Anthony a vécu près de Los Angeles avec sa petite amie, Heather Christie (née le 1er janvier 1986), et leur premier enfant, un petit garçon nommé Everly Bear, né le 2 octobre 2007. Le chanteur s'est expliqué sur l'origine de ce prénom original. Il a choisi « Everly » en hommage à l'un de ses groupes préférés, les Everly Brothers. Sa compagne a quant à elle choisi « Bear » (ours en anglais). En juin 2008, Anthony Kiedis et Heather Christie ont mis fin à leur relation après un peu plus de trois ans de vie commune. Ils vivaient séparément depuis juin selon les sources du magazine people. Kiedis est végétarien depuis les années 1980. Il est devenu végan en 2008 : Un peu après que je sois devenu végan, j'ai vu un documentaire traitant de la production industrielle de la viande bovine... Ça m'a conforté dans mon choix.[réf. nécessaire] En 2016, il publie une photo de lui partageant un fish and chips avec son fils, voulant montrer qu'il n'est plus vegane.
Publiée en 2004, traduite en français en mars 2007, son autobiographie, Scar Tissue, relate sa vie de son enfance rebelle à sa consécration comme star du rock.

### Toxicomanie

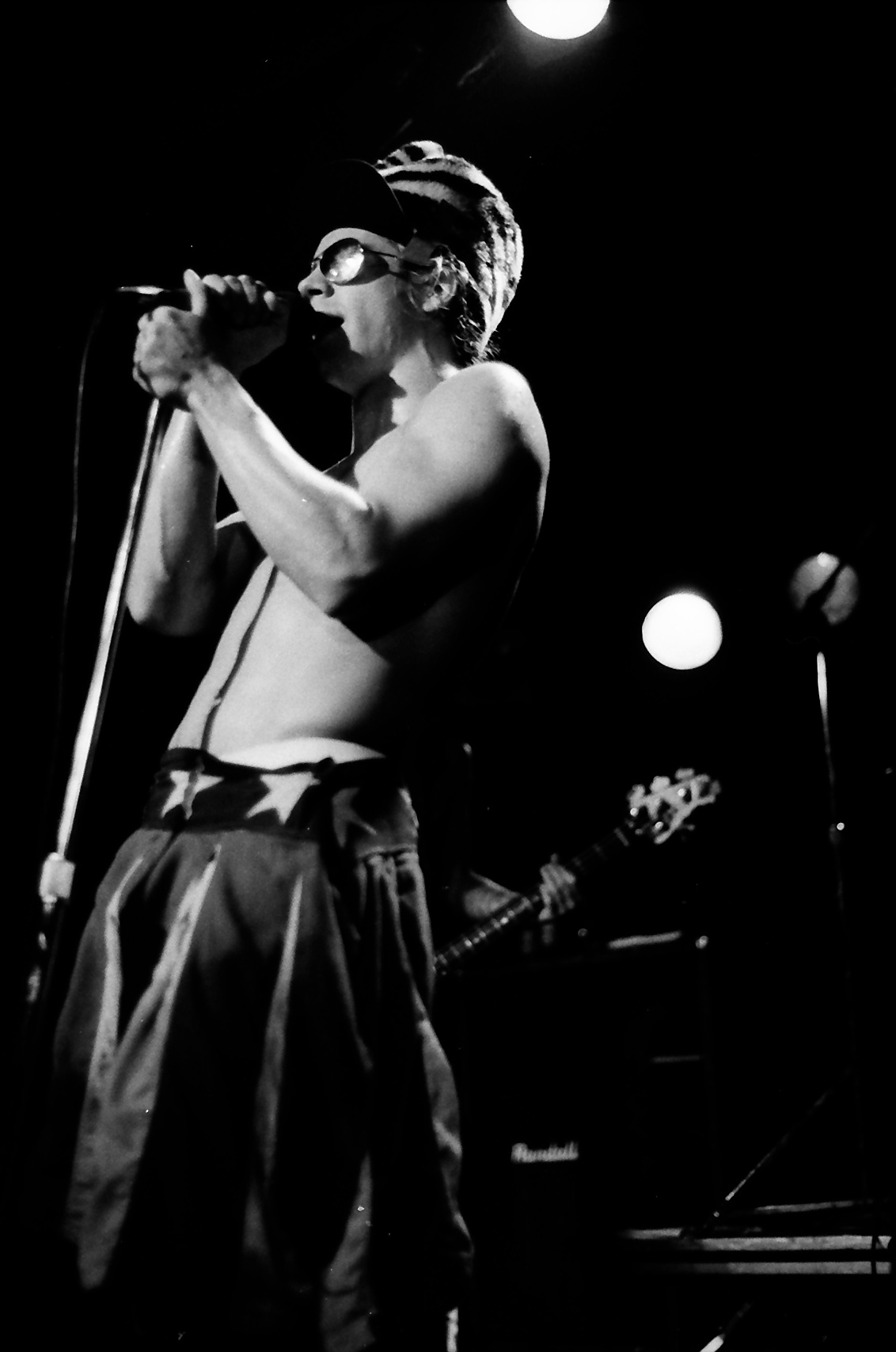

Kiedis a connu une longue lutte contre l’abus de drogues tout au long de sa vie. Depuis un très jeune âge, le chanteur a sombré à plusieurs reprises dans la toxicomanie, incluant l’usage de drogues comme la cocaïne et l’héroïne. Puisque son père était toxicomane, il a toujours été exposé à l’usage et au trafic de drogues. En fait, plusieurs membres des Red Hot Chili Peppers ont succombé aux drogues. Après la mort par overdose d'Hillel Slovak en 1988, il décide d'arrêter de se droguer mais fait de nombreuses rechutes. Ce n'est qu'en 2000, après une énième cure de désintoxication, qu'il arrête définitivement. Il a admis avoir été tenté à plusieurs reprises mais a reconnu que son chien Buster (ainsi nommé en référence à l'acteur Buster Keaton) l'a beaucoup aidé à résister (car ce dernier ne l'avait jamais vu sous l'emprise de la drogue). Au début des années 1990, Kiedis apprend qu’il a contracté l’hépatite C, assurément en raison de ses habitudes toxicomanes. Bien que Kiedis ait refusé de divulguer l’endroit où il achetait et consommait ses drogues, il y eut beaucoup de spéculations. En mai 2012, Vulture Magazine indiquait que c’était au parc MacArthur à Los Angeles. D’ailleurs, c’est ceci qui a inspiré la chanson Under the Bridge.

## Red Hot Chili Peppers

### 1980-1984: Création et premier album
Inspirés du groupe de fusion punk-funk Defunkt, Kiedis, Slovak et Flea commencent à créer leur propre musique. Kiedis désire créer un environnement encourageant les femmes à venir aux concerts, au lieu de reproduire ce qui se faisait sur la scène punk rock à Los Angeles, qui était violente et misogyne.  Ensemble, ils forment le groupe Tony Flow and the Miraculously Majestic Masters of Mayhem, accompagné du batteur de Anthym, Jack Irons. Le groupe a seulement produit une chanson intitulée Out in L.A., et a l’intention de ne la jouer qu’une seule fois. À la suite de leur premier concert au Rythm Lounge, le propriétaire du bar leur a demandé de venir jouer de nouveau, mais cette fois-ci avec plus de chansons. Après plusieurs spectacles, le groupe commence à accumuler un grand répertoire de chansons, et le nom du groupe est changé en Red Hot Chili Peppers.
Les Red Hot Chili Peppers signent avec EMI et, en 1984, sortent leur premier album, simplement appelé The Red Hot Chili Peppers (1984). Hillel Slovak et Jack Irons ne croient pas en la viabilité du groupe, qui pour eux n’est qu’un divertissement, et décident de quitter les Red Hot Chili Peppers,.

### 1985-1988:Freaky Styley,The Uplift Mofo Party Plan, et mort de Hillel Slovak
Pour leur deuxième album, Freaky Styley, les Red Hot Chili Peppers travaillent avec le chanteur et producteur américain George Clinton, un des pères fondateurs de la musique funk. À la suite de la séparation de son autre groupe, Jack Irons rejoint de nouveau les Red Hot Chili Peppers en 1986. Flea, Slovak et Kieidis abusent tous fortement de drogue, dont les effets commencent à se sentir dans leur travail. Flea explique : « It began to seem ugly to me and not fun ; our communication was not healthy ». C’est Anthony qui en souffre le plus, il devient très dépendant de l’héroïne, au point que Flea et Slovak continuent à travailler sur l’album sans lui. Dans son autobiographie Scar Tissue, Kiedis se rappelle qu’il s'endormait lors des répétitions. Finalement, le groupe décide qu’il est temps que Kiedis suive une cure de désintoxication. Il se rend au Michigan pour obtenir l'aide de sa mère, qui l’emmène immédiatement vers un centre de désintoxication après avoir constaté son état. Après son séjour à la clinique de désintoxication de l’Armée du Salut, Kiedis explique qu’il se sent plein d’enthousiasme grâce à sa sobriété retrouvée. Il écrit la chanson Fight Like a Brave, qui découle de son expérience au centre de désintoxication. Kiedis retourne à Los Angeles pour enregistrer leur troisième album, The Uplift Mofo Party Plan, pour lequel ils embauchent le producteur Michael Beinhorn. Après cinquante jours de sevrage, Anthony replonge à nouveau dans la drogue. En conséquence, l’enregistrement de l’album commence à ralentir car Kiedis part souvent à la recherche de drogues. Michael Beinhorn craint qu’ils ne puissent pas terminer l’album : « There were points in pre-production where I really thought the record wasn’t gonna be made ».
C’est en 1988, après leur tournée internationale pour l’album The Uplift Mofo Party Plan, que Hillel Slovak succombe finalement à une overdose d’héroïne. La mort de Slovak engendre beaucoup de changements pour les Red Hot Chili Peppers. Jack Irons quitte le groupe car il ne peut pas faire face à la mort de Hillel. Ils embauchent alors le guitariste John Frusciante et le batteur Chad Smith,. Le groupe peut enfin commencer à travailler sur le prochain album.

### 1989-1993:Mother's Milk,Blood Sugar Sex Magiket succès auprès du grand public
En 1989, les Red Hot Chili Peppers terminent d’enregistrer leur quatrième album studio, Mother’s Milk. L’album reçoit un accueil mitigé de la part des critiques musicaux, mais connaît beaucoup plus de succès auprès du grand public. L’album atteint la 52e place du Billboard 200. Pour enregistrer leur cinquième album, Blood Sugar Sex Magik, les Red Hot Chili Peppers tâchent de diversifier leur son en changeant leurs méthodes. D’abord, ils louent l’ancienne demeure de Harry Houdini, où le groupe résidera pendant la durée de la création de l’album. C’est pendant cette période que le hit Under the Bridge est créé, une chanson qui était initialement un poème qu’Anthony avait gribouillé dans son journal personnel. Kiedis craignait au début que les paroles de la chanson ne correspondent pas au style du groupe, qu’elles soient trop « soft ». Mais après quelques heures de peaufinage des accords et des mélodies, le groupe décide que la chanson est prête à être publiée. La chanson atteint le troisième rang au Billboard 100. C’est leur premier album à être aussi bien classé. Contrairement à l’album Mother’s Milk, quand sort Blood Sugar Sex Magik le 24 septembre 1991, il reçoit la reconnaissance des critiques musicaux.

### 1994-1997:One Hot Minuteet reprise de drogues
Ce fut un début très lent pour la création de l’album One Hot Minute. John Frusciante ne pouvant plus supporter le succès que recevaient les Red Hot Chili Peppers[Quoi ?], il décida de quitter le groupe. Encore une fois, le groupe est à la recherche d’un nouveau guitariste. Même après quelques mois de pause, à la suite de la sortie de l’album Blood Sugar Sex Magik, il n’eut pas de nouveau matériel pour leur prochain album. Le batteur Chad Smith annonça même au public que Kiedis souffrait d’une panne de l’écrivain, même si Anthony le nia. C’est pendant cette période aussi que Kiedis sombre de nouveau dans la toxicomanie. En dépit de tout ça, les Red Hot Chili Peppers réussissent à compléter leur album One Hot Minute, sorti en septembre 1995. Cet album reçoit des critiques assez mitigées de la part des critiques spécialisés, surtout en raison des paroles aux tonalités plus  sombres qu’a écrites Anthony, totalement contrastées par rapport à l’album Blood Sugar Sex Magik.
Flea désigne l’an 1997 comme l’Année du Rien, car les Red Hot Chili Peppers n’ont joué qu’un concert cette année-là.

### 1998-2010:Californication,By the WayetStadium Arcadium
En 1998, les Red Hot Chili Peppers commencent à travailler sur leur septième album studio intitulé Californication, qui sort le 8 juin 1999. Peu après la sortie de l’album, le groupe effectue une tournée promotionnelle aux États-Unis,. 
En 2001, le groupe prépare leur huitième album, By the Way. Selon Kiedis, le processus de création de l’album By the Way est complètement différent de celui de Californication. Cet album marque un tournant pour le son des Red Hot Chili Peppers, car Kiedis écrit des paroles qui reflètent plutôt ses relations romantiques et sa toxicomanie, soit des textes plus personnels.

Le 6 octobre 2004, Anthony publie son autobiographie, Scar Tissue, qu’il écrit avec l’aide de l’auteur Larry Sloman. Kiedis profite de cette occasion pour parler de son ancien problème de drogues, tout en remontant à son enfance et aux racines des Red Hot Chili Peppers. Dans une entrevue avec MTV, Kiedis explique que son intention au départ était de publier un livre racontant des histoires de son enfance, mais qu’il a fini par écrire une autobiographie complète. Pendant l'entretien, il explique : « One would just kind of assume that with all the drug consumption that my memory would be a bit shoddy. But it's actually pretty lucid, and better than both of my parents', or any of my friends'. My friends tried to recount these same stories, and they were like, 'Wow, I don't ... were we there? ».

Stadium Arcadium, le neuvième album studio des Red Hot Chili Peppers, est sorti le 9 mai 2006 et fut un énorme succès.

### 2011-présent:I'm with You, Intronisation au Panthéon du Rock and Roll,The Getaway
Le 26 août 2011, les Red Hot Chili Peppers sortent leur dixième album, I’m with You.  De plus, le 14 avril 2012, le groupe est intronisé au Musée et Panthéon du Rock and Roll.  Kiedis constate que ce fut un moment très touchant pour lui et son père Blackie, qui a pleuré en entendant la nouvelle.  La tournée pour leur album I’m with You a débuté le 29 mars 2012 et termine en avril 2013. Le groupe prend une longue pause à la suite de sa dernière tournée avant de continuer à créer de la musique. 
En 2014, à l’aide du producteur Danger Mouse, qui remplace Rick Rubin après 25 ans de collaboration, les Red Hot Chili Peppers commencent à travailler sur leur onzième album, sorti le 17 juin 2016 et intitulé The Getaway.
Le 16 mai 2015, Kiedis reçoit le « George and Ira Gershwin Award for Lifetime Musical Achievement », qui lui est remis à son ancienne école, University of California Los Angeles (UCLA).
Le 17 juin 2016, leur onzième album sort dans le monde, il comporte 13 chansons et comme a son habitude Kiedis apporte sa voix au son du groupe. Le groupe entame alors une tournée mondiale et pour la première fois, Everly Bear, le fils de Kiedis, accompagne son père et le groupe à travers le monde.

## Compétences artistiques

### Style musical
Son inspiration pour les paroles et mélodies de ses chansons provient de diverses sources. C’est en entendant la chanson « Heart of Gold » de Neil Young à l’âge de onze ans qu'Anthony fut inspiré pour la première fois : « It moved me so much that I insisted my mother buy me the 45 ». Pendant ses études secondaires, il fut grandement influencé par le style rap de Grandmaster Flash and the Furious Five, particulièrement dans leur chanson « The Message ». D’ailleurs, il fut aussi captivé par les paroles aux connotations sexuelles de la chanson « Dirty Mind » de Prince. Kiedis écrit la grande majorité des paroles pour les chansons des Red Hot Chili Peppers. Il découvre son don pour l’écriture lors de ses études à Fairfax High School. Les professeurs d’anglais d’Anthony l'ont souvent encouragé à mettre en pratique ses talents d’écriture. Dans son autobiographie Scar Tissue, il décrit : « I got an A on every paper, and the teacher would keep me after class and encourage me to write more ». En 1989, John Frusciante et Flea écrivent presque toute la musique pour l’album Mother’s Milk pendant que Kiedis ajoutait les mélodies et les paroles en s’inspirant de leurs improvisations instrumentales. Son style lyrique évolue beaucoup au fil des années. Dans ses débuts avec les Red Hot Chili Peppers, Kiedis écrit des chansons sur les thèmes du sexe, de la drogue et de la vie à Los Angeles. Au fur et à mesure que sa perception changeait, les thèmes de ses chansons s’élargissaient. Ses paroles s'inspirent souvent des mêmes thèmes que les écrits de l’écrivain Charles Bukowski, l’influence littéraire principale de Kiedis.
Lors de ses débuts avec les Red Hot Chili Peppers, son style vocal était surtout du rap. On commence à apercevoir un changement dans son style de mélodie avec la chanson « Knock Me Down » de l’album Mother’s Milk (1989). Kiedis continue toujours de faire du rap dans l’album Blood Sugar Sex Magik (1991), mais on l’entend davantage chanter dans des chansons telles que « Under the Bridge » et « Breaking the Girl ».

## Discographie
Article détaillé : Discographie des Red Hot Chili Peppers
- The Red Hot Chili Peppers (1984)
- Freaky Styley (1985)
- The Uplift Mofo Party Plan (1987)
- Mother’s Milk (1989)
- Blood Sugar Sex Magik (1991)
- One Hot Minute (1995)
- Californication (1999)
- By the Way (2002)
- Stadium Arcadium (2006)
- I’m with You (2011)
- The Getaway (2016)
- Unlimited Love (2022)
- Return of the Dream Canteen (2022)

## Filmographie
- 1978 : ABC Afterschool Special : Episode : It’s a Mile from Here to Glory: Jimmy Plummer
- 1978 : Jokes My Folks Never Told Me : Étudiant
- 1978 : FIST de Norman Jewison avec Sylvester Stallone : Kevin Kovak, le fils de Johnny Kovak (Sylvester Stallone)
- 1986 : Coup double de Jeff Kanew avec Burt Lancaster, Kirk Douglas : l'ensemble des Red Hot de l'époque, Flea, Kiedis, Slovak et Martinez qui jouent leurs propres rôles
- 1987 : Less Than Zero : Musicien #3
- 1991 : Point Break de Kathryn Bigelow avec Patrick Swayze, Keanu Reeves : Tone, un voyou
- 1992 : Wicked : Vidéo musical pour Ice Cube : lui-même
- 1993 : Changing Fashions : lui-même
- 1994 : À toute allure d'Adam Rifkin avec Charlie Sheen, Kristy Swanson : Will
- 2014 : Low Down : Producteur délégué

## Citations
- « Music is a built-in lubricant to create itself. Once you start playing, the sort of chemicals and spirits that get released inspire you to become even more creative. » ( « La musique est un lubrifiant incorporé pour se créer elle-même. Une fois que vous commencez à jouer, les sortes d'alchimies et d'esprits qui se dégagent vous inspirent à devenir encore plus créatif. »)
- « Destruction leads to a very rough road, but it also breeds creation[59]… » (« La destruction mène à un chemin très chaotique, mais elle nourrit aussi la création… »)
- « J'ai hérité de mon père mon insatiable désir de rencontrer les plus belles filles du monde[17]. »
- « J'ai dû affronter mon côté vulnérable, anxieux, craintif, solitaire, effrayé, tordu, angoissé, tourmenté et psychotique. Je me suis regardé et je me suis dit : « C'est qui ce malade ? » Mais je n'en fais pas étalage. Les gens ne voient que l'image de quelqu'un qui essaye désespérément d'avoir l'air normal et sûr de lui, en phase avec lui-même[17]. »